# Campionati mondiali di pugilato dilettanti femminile 2001
I Campionati mondiali di pugilato dilettanti femminile del 2001 si sono svolti, sotto la direzione dell'AIBA, a Scranton, Pennsylvania, dal 24 novembre al 2 dicembre. È stato il primo torneo nel suo genere.

## Podi
| Categoria | Oro                 | Argento             | Bronzo                             |
| 45 kg     | Yelena Sabitova     | Maria Norozenik     | Camelia Negrea Kim Peturson        |
| 48 kg     | Hülya Şahin         | Mangite Marykom     | Jamie Behl Carina Moreno           |
| 51 kg     | Simona Galassi      | Tammy DeLaforest    | Katrin Enoksson Diana Ungureanu    |
| 54 kg     | Yelena Karpecheva   | Audrey Garcia       | Wendy Broad Renate Medby           |
| 57 kg     | Zhang Maomao        | Henriette Birkeland | Jeannine Garside Alexandra Matheus |
| 60 kg     | Crystelle Samson    | Tatyana Chalaya     | Teuta Cuni Amber Gideon            |
| 63.5 kg   | Frida Wallberg      | Myriam Lamare       | Cristina Cerpi Donna Mancuso       |
| 67 kg     | Irina Sinetskaya    | Natalie Brown       | Melanie Horne Tristan Whiston      |
| 71 kg     | Ivett Pruzsinszky   | Natalya Kolpakova   | Nurcan Çarkçı Irina Smirnova       |
| 75 kg     | Anna Laurell        | Anita Ducza         | Svetlana Andreyeva Guo Shuai       |
| 81 kg     | Ol'ga Domuladžanova | Viktoria Kovacs     | Tanya Fowler Faye Jacobs-Hollins   |
| 90 kg     | Devonne Canady      | Mária Kovács        | Mariya Reingard Selma Yağcı        |

## Medagliere
| Pos.   | Paese         | Oro | Argento | Bronzo | Totale |
| ------ | ------------- | --- | ------- | ------ | ------ |
| 1      | Russia        | 4   | 2       | 2      | 8      |
| 2      | Svezia        | 2   | 0       | 2      | 4      |
| 3      | Ungheria      | 1   | 4       | 0      | 5      |
| 4      | Canada        | 1   | 1       | 7      | 9      |
| 5      | Stati Uniti   | 1   | 0       | 3      | 4      |
| 6      | Turchia       | 1   | 0       | 2      | 3      |
| 7      | Cina          | 1   | 0       | 1      | 2      |
| 7      | Italia        | 1   | 0       | 1      | 2      |
| 9      | Francia       | 0   | 2       | 0      | 2      |
| 10     | Norvegia      | 0   | 1       | 1      | 2      |
| 11     | India         | 0   | 1       | 0      | 1      |
| 11     | Giamaica      | 0   | 1       | 0      | 1      |
| 13     | Romania       | 0   | 0       | 2      | 2      |
| 14     | Danimarca     | 0   | 0       | 1      | 1      |
| 14     | Moldavia      | 0   | 0       | 1      | 1      |
| 14     | Nuova Zelanda | 0   | 0       | 1      | 1      |
| Totale | Totale        | 12  | 12      | 24     | 48     |